# Van Nostrand
Van Nostrand of voluit The D. Van Nostrand Company, Inc. was een Amerikaans uitgeversbedrijf, actief van 1848 tot 1968.
Het bedrijf werd in 1848 opgericht als een boekhandel in New York door David van Nostrand (1811-1886). Het aanbod concentreerde zich op technische en wetenschappelijke boeken en tijdschriften. Bekende producten zijn onder meer de Van Nostrand's Encyclopedia of Chemistry en de Van Nostrand's Scientific Encyclopedia.
In 1968 kocht Litton Industries het bedrijf op en voegde het samen met Chapman-Reinhold onder de nieuwe naam Van Nostrand Reinhold Publishing.
In 1979 of kort daarna werd de nieuwe uitgeverij overgenomen door International Thomson Organisation Ltd, een tussen 1978 en 1989 actieve afdeling van de krantengroep The Thomson Corporation.
Vandaag (2016) wordt het fonds beheerd door uitgeverij John Wiley & Sons, die het bedrijf in 1997 overnamen van International Thomson Publishing.
- Gemeinsame Normdatei: 16321111-5
- International Standard Name Identifier: 0000 0001 2192 7444
- Library of Congress Control Number: n79145621
- Nationale Bibliotheek van Israël: 987007270844205171
- Virtual International Authority File: 156914074